# مؤسسه علوم معرفت‌بخشانه

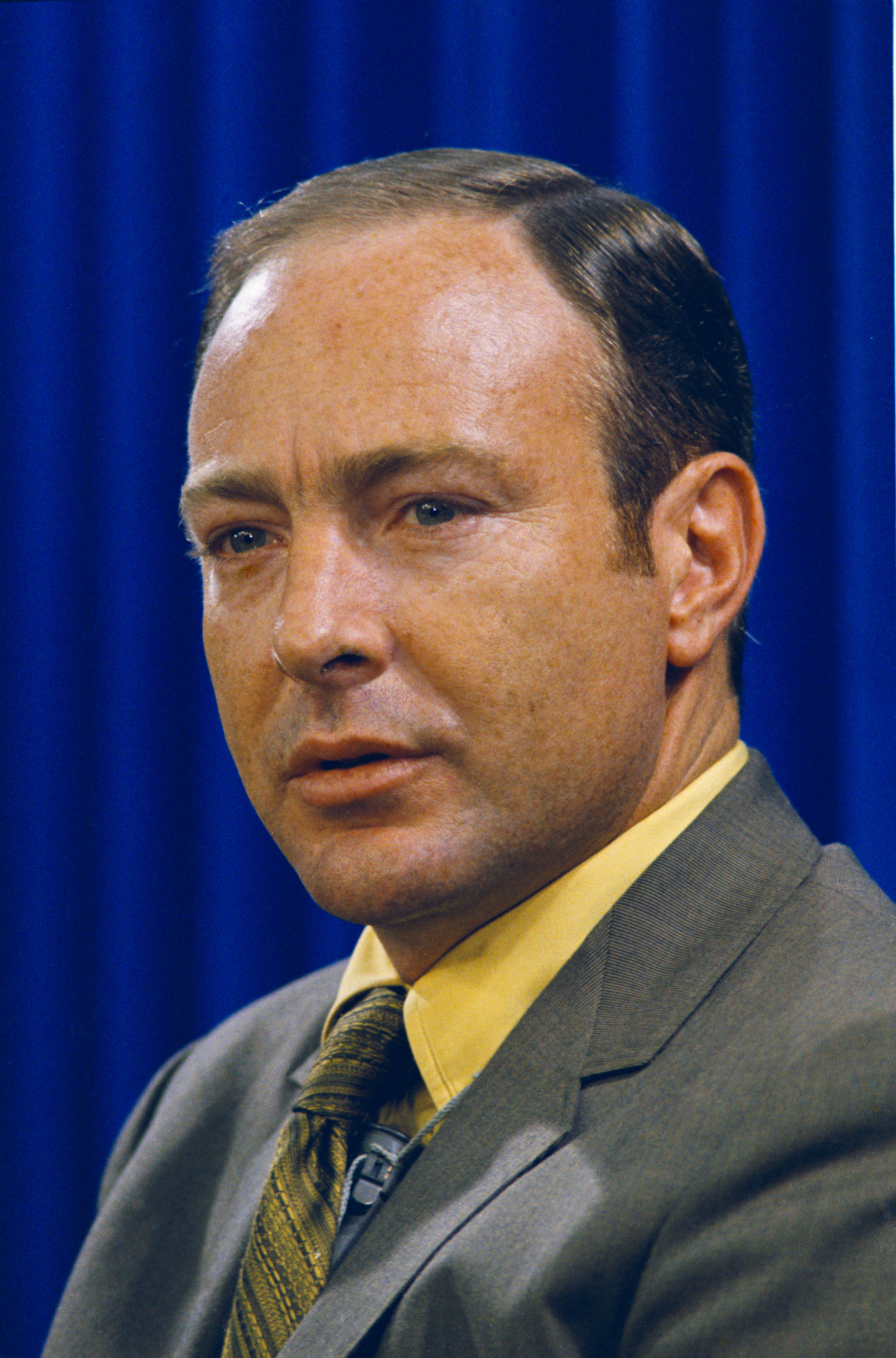
ادگار میچل

مؤسسه علوم معرفت‌بخشانه (به انگلیسی: The Institute of Noetic Sciences) نام یک مؤسسه تحقیقاتی در شمال کالیفرنیا است.
این مؤسسه بر روی موضوعات خودآگاهی (consciousness) از جمله بر روی حس (perception)، اعتقادات (beliefs)، حواس (attention)، نیت (intention) و ادراک (intuition) تحقیقات فرا-علمی انجام می‌دهد.
مؤسس این سازمان پژوهشی ادگار میچل، فضانورد آپولو ۱۴ است.